# Margaret Roundtree
Margaret Yvette Roundtree (Durham, Carolina del Norte, Estados Unidos, 7 de junio de 1988) es una jugadora estadounidense de baloncesto profesional.

## Trayectoria
Formada en la Universidad de Gardner-Webb dentro de la conferencia Big South de la NCAA, tuvo su primera experiencia europea en el Honss Jyvaskyla de Finlandia en la temporada 2010-2011. De Finlandia, saltó a la liga española, a las filas de GDKO Ibaizabal en otoño de 2012. En la primera temporada logró el ascenso a Liga Femenina en Cáceres. Jugó más de medio año en Liga Femenina y fichó en febrero por Gernika KESB, de Liga Femenina 2, con el que volvió a ascender a la máxima categoría. En la campaña 2014/15 regresó al GDKO Ibaizabal, de nuevo en Liga Femenina 2 tras su descenso en la 2013/14, y es ahí donde jugó de 2014 a 2016 convirtiéndose en una las grandes referentes de la competición. En 2016-2017 es fichada por Araski AES para jugar en Liga Femenina.
En enero de 2018, recuperada de una dura lesión de tendón de Aquiles y tras desvincularse de Araski, la norteamericana viajó hasta el Pazo, a Lugo, para ser una referencia el resto de la temporada en el Club Ensino Lugo de LF2. En su tercer partido logra ser la MVP de la jornada con 31 puntos de valoración (21 puntos, 9 rebotes).

## Clubes
- 2006-2007: Gardner-Webb (NCAA).
- 2007-2008: Gardner-Webb (NCAA).
- 2008-2009: Gardner-Webb (NCAA).
- 2009-2010: Gardner-Webb (NCAA).
- 2010-2011: Liga de verano Eurobasket en Atlanta.
- 2010-2011: HoNsU Jyvaskyla (Finlandia-D1).
- 2012-2013 Basket Ibaizabal [GDKO IBAIZABAL], Liga Femenina 2.
- 2013-2014 Basket Ibaizabal [BIZKAIA GDKO], Liga Femenina.
- 2013-2014 Gernika Kirol Elkartea Saskibaloia [GERNIKA BIZKAIA], Liga Femenina 2.
- 2013-2014 Basket Ibaizabal [BIZKAIA GDKO], Liga Femenina.
- 2014-2016 Basket Ibaizabal [GDKO IBAIZABAL], Liga Femenina 2.
- 2016-2017 Araski Arabako Emakumeen Saskibaloia [LACTURALE ARASKI], Liga Femenina.[3]
- 2017-2018 Araski Arabako Emakumeen Saskibaloia [LACTURALE ARASKI], Liga Femenina.[6]
- 2018-2019 Ensino Lugo/ Club Porta XXI,  Liga Femenina 2.[7][4]
- 2019-2022 Lointek Gernika. Liga Femenina.

## Palmarés

### Campeonatos nacionales
| Título                          | Club             | País   | Año  |
| ------------------------------- | ---------------- | ------ | ---- |
| Ascenso a Liga Femenina         | Basket Ibaizabal | España | 2013 |
| Ascenso a Liga Femenina         | Gernika KESB     | España | 2014 |
| Semifinalistas Copa de la Reina | Araski AES       | España | 2017 |
| Semifinalistas Liga Femenina 1  | Araski AES       | España | 2017 |
| Semifinalistas Liga Femenina    | Lointek Gernika  | España | 2021 |

### Individual
- En la temporada 2014-2015, fue la quinta jugadora más valorada, con 21´58 puntos de valoración por partido.[3]
- En la temporada 2015-2016 fue la MVP absoluta de la Liga Femenina 2 con una valoración media de 27´56 puntos, por encima de los 4 puntos de la segunda clasificada. Logró la distinción de mejor jugadora de la jornada cinco veces,[8] superando los 40 puntos de valoración en dos ocasiones donde destaca su actuación en la Jornada 12 en la victoria de su equipo en la cancha del Arxil. Aquel día anotó 29 puntos, capturó 13 rebotes y recibió 11 faltas para una valoración final de 48.[3][9]